# Tropicana Club
Pour les articles homonymes, voir Tropicana (homonymie).
Le Tropicana club situé à La Havane à Cuba a ouvert en 1939.

## Historique
Initialement les locaux du Tropicana club était occupé par une boîte de nuit appelée Eden Concert, exploitée à la fin des années 1930 par l'impresario cubain Victor de Correa. Le club était une combinaison de casino et de cabaret situé sur une propriété, louée dans le quartier de Marianao, de Guillermina Pérez Chaumont, connue sous le nom de Mina. Les jardins tropicaux de la Villa Mina offraient un cadre naturel à un cabaret en plein air. En décembre 1939, de Correa a déplacé sa compagnie de chanteurs, danseurs et musiciens dans un manoir converti situé sur le domaine. De Correa a fourni la nourriture et les divertissements, tandis que Rafael Mascaro et Luis Bular ont exploité le casino situé dans la salle à manger aux lustres du manoir du domaine. Connu à l'origine sous le nom d'El Beau-Site, de Correa a décidé de le renommer Le Tropicana. Avec une fanfare de l'Orchestre Alfredo Brito El Tropicana a ouvert le 30 décembre 1939. Martín Fox, un joueur a loué une table dans le casino. En 1950, il a repris le bail de ce qui allait devenir le Tropicana, il a embauché Max Borges Jr. pour concevoir une extension qui serait connue sous le nom de « Los Arcos de Cristal ».
À partir de 1950, le cabaret devient un lieu de liberté sexuelle, de jeux d'argent et de corruption, sous l'emprise du crime organisé. Des célébrités telles que John Kennedy, Marlon Brando, Ernest Hemingway ou Rita Hayworth le fréquentent. La révolution cubaine entraine une remise en ordre moral à partir de 1959.

## Spectacles
Au début du XXIe siècle, le club présente une série de spectacles dans le style du Lido ou du Moulin-Rouge.